# Estrées-sur-Noye
Estrées-sur-Noye é uma comuna francesa na região administrativa de Altos da França, no departamento de Somme. Estende-se por uma área de 5,96 km². Em 2010 a comuna tinha 274 habitantes (densidade: 46 hab./km²).